# Eugenie Kain

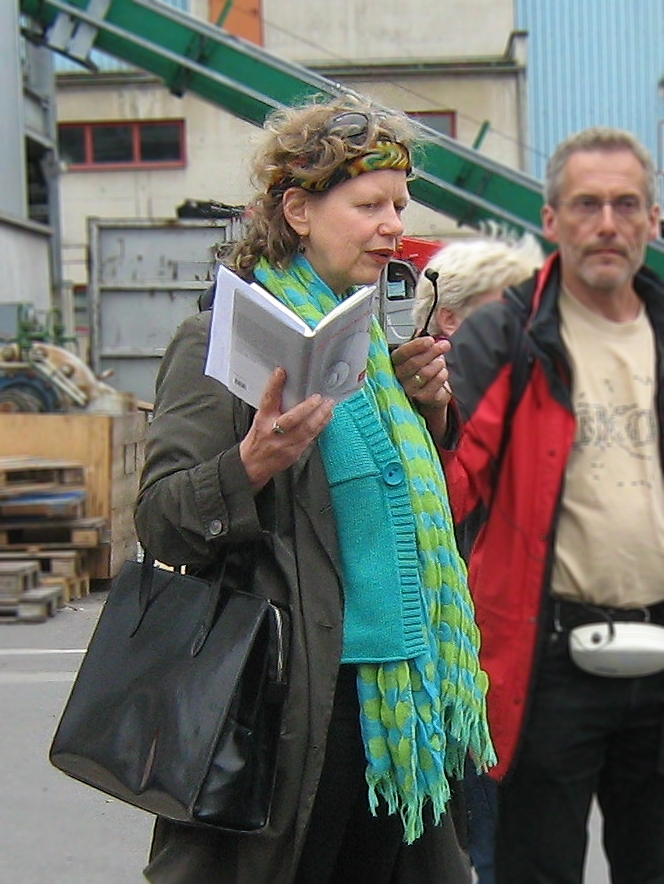
Eugenie Kain

Eugenie Kain (Linz,  1 april 1960  - aldaar, 8 januari 2010)  was een Oostenrijks schrijfster.
Kain studeerde germanistiek en theaterwetenschappen aan de universiteit van Wenen. Nadien werkte zij voor verschillende bladen en tijdschriften. Eugenie Kain  schreef in haar werken veel over het handelen van de mens in marginale toestanden en over de problemen in sociale randgroepen. Het feit dat zij uit een communistische familie stamde zal daar niet vreemd aan geweest zijn.

## Werken
- Schneckenkönig. Erzählungen. Otto Müller Verlag, Salzburg 2009.
- Flüsterlieder. Erzählung. Otto Müller Verlag, Salzburg 2006.
- Hohe Wasser. Erzählungen. Otto Müller Verlag, Salzburg 2004.
- Man müsste sich die Zeit nehmen, genauer hinzuschauen. Franz Kain und der Roman „Auf dem Taubenmarkt“ Edition philosophisch-literarische Reihe, Linz 2002.
- Atemnot. Roman. Resistenz Verlag, Wien Linz 2001.
- Sehnsucht nach Tamanrasset. Erzählungen. Resistenz Verlag, Linz, Wien 1999.
- Hg: Nicht nur der Himmel hat geweint. Hochwassergeschichten aus Mitterkirchen. Edition Geschichte der Heimat, Grünbach 2003.

### Bloemlezingen
- Hinter dem Niemandsland, Edition Sandkorn, Verlag
- Geschichte der Heimat 2003; Europa erlesen: Oberösterreich, Wieser Verlag 2005
- Oberösterreich erlesen, Wieser 2004
- Nah und Fremd. Ein Österreichisches Lesebuch, Folio Verlag 2005
- Der Kobold der Träume,Picus 2006
- Linz Literarisch, Bibliothek der Provinz2008
- Linz erlesen, Wieser 2009
- Linz.Randgeschichten, Picus 2009

- Bibsys: 12060148
- Bibliothèque nationale de France: cb14579660q (data)
- Gemeinsame Normdatei: 123483247
- International Standard Name Identifier: 0000 0001 1446 0604
- Library of Congress Control Number: n91001942
- Nationale Bibliotheek van Tsjechië: xx0015545
- Nationale Bibliotheek van Polen: a0000003020381
- Nederlandse Thesaurus van Auteursnamen: 299127249
- Système universitaire de documentation: 079714552
- Virtual International Authority File: 63178713
- WorldCat: E39PBJvCWF7ck8TQ8H8Cd9vT73